# 공통평가기준
공통평가기준(Common Criteria, 약어 CC)는 컴퓨터 보안을 위한 국제 표준이며 ISO/IEC 15408이다.
IT 제품이나 특정 사이트의 정보 시스템에 대해 정보 보안평가 인증을 위한 평가 기준이다.
정식 명칭은 "Common Criteria for Information Technology Security Evaluation"(정보 기술 보안 평가를 위한 공통평가기준)이다. ISO / IEC 15408 표준 이름은 "Evaluation criteria for IT security" JIS X 5070로 이름은 "정보 기술 보안 평가 기준"이다.

## 같이 보기
- 벨 라파듈라 모델
- 중국강제인증제도
- ISO/IEC 27001
- 검사와 타당성 검증